# Knutar Einars äng
Knutar Einars äng este o arie protejată (arie specială de conservare — SAC, sit de importanță comunitară — SCI) din Suedia întinsă pe o suprafață de 0,39 ha, integral pe uscat.

## Localizare
Centrul sitului Knutar Einars äng este situat la coordonatele 61°06′15″N 14°37′48″E / 61.1041°N 14.6299°E.

## Înființare
Situl Knutar Einars äng a fost declarat sit de importanță comunitară în decembrie 1995 pentru a proteja un număr necunoscut de specii din flora spontană și fauna sălbatică aflate în arealul zonei. Situl a fost protejat și ca arie specială de conservare în martie 2011.

## Biodiversitate
Situată în ecoregiunea boreală, aria protejată conține 1 habitat natural: Pajiști cu Molinia pe soluri calcaroase, turboase sau argilos-nămoloase (Molinion caeruleae).
La baza desemnării sitului se află un număr nedeclarat de specii protejate.